# La Trinité-sur-Mer
La Trinité-sur-Mer (en bretó An Drindeg-Karnag) és un municipi francès, situat a la regió de Bretanya, al departament d'Ar Mor-Bihan. L'any 2006 tenia 1.531 habitants.

## Demografia
| 1962                                       | 1968  | 1975  | 1982  | 1990  | 1999  |  |
| ------------------------------------------ | ----- | ----- | ----- | ----- | ----- |  |
| 1.527                                      | 1.530 | 1.404 | 1.477 | 1.433 | 1.530 |  |
| Des de 1962: població sense dobles comptes |       |       |       |       |       |  |

## Administració
| Període | Identitat       | Partit |
| ------- | --------------- | ------ |
| -2008   | Claude Le Goffe |        |
| 2008-   | Yves Normand    |        |

## Personatges il·lustres
- Jean-Marie Le Pen